# Universidad Estatal de Montana
La Universidad Estatal de Montana (Montana State University en inglés) es un sistema de universidades públicas en el estado de Montana (Estados Unidos) perteneciente al Sistema Universitario de Montana. También se suele denominar Universidad Estatal de Montana a la Universidad Estatal de Montana - Bozeman, que es el campus más importante del sistema.
Las universidades del sistema son las siguientes:
- Universidad Estatal de Montana - Bozeman (campus principal, en Bozeman)
- Universidad Estatal de Montana - Billings (en Billings)
- Universidad Estatal de Montana - Northern (en Havre)
- Universidad Estatal de Montana - Great Falls (en Great Falls)

- Datos: Q1435583